# Senargent-Mignafans
Senargent-Mignafans är en kommun i departementet Haute-Saône i regionen Bourgogne-Franche-Comté i östra Frankrike. Kommunen ligger i kantonen Villersexel som tillhör arrondissementet Lure. År 2022 hade Senargent-Mignafans 284 invånare.

## Befolkningsutveckling
Antalet invånare i kommunen Senargent-Mignafans
| Referens: INSEE |